# Найпрудкіший Індіан
«Найпрудкіший Індіан» (англ. The World's Fastest Indian) — біографічна драма 2005 року.

## Сюжет
Фільм розповідає про історію життя знаменитого новозеландця Берта Монро, який витратив десятиліття життя на переоснащення свого улюбленого мотоцикла марки «Індіан» 1920 випуску з максимальною швидкістю в 58 миль/год в перегоновий болід для встановлення рекорду швидкості. І офіційний рекорд (200 миль/годину) зрештою був встановлений. Це сталося в 1967 році.